# Pfarrkirche Lamprechtshausen

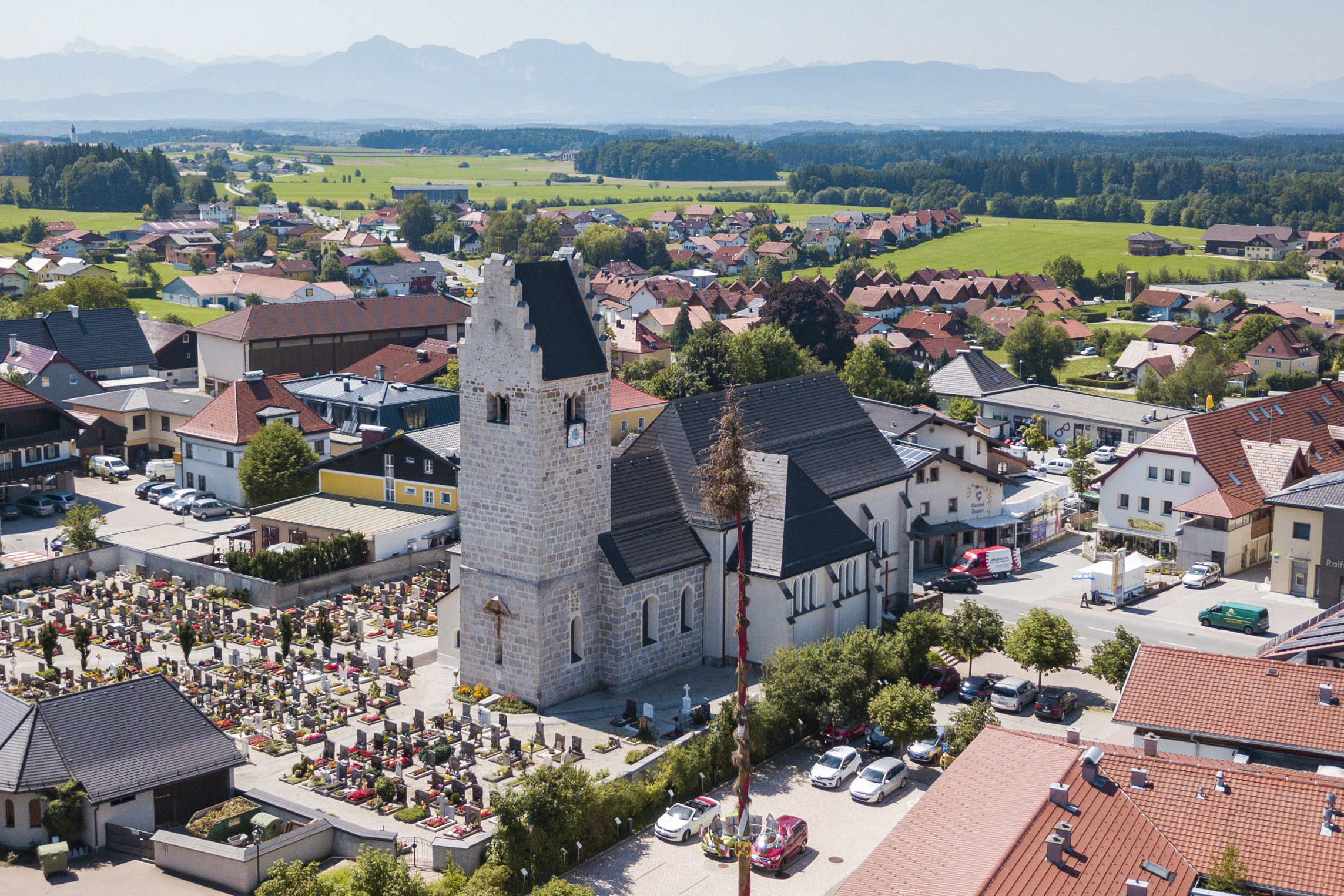
Katholische Pfarrkirche St. Martin in Lamprechtshausen

Die römisch-katholische Pfarrkirche Lamprechtshausen steht in der Dorfmitte von Lamprechtshausen, einer Gemeinde im Bezirk Salzburg-Umgebung im Land Salzburg. Die dem Patrozinium des heiligen Martin von Tours unterstellte Pfarrkirche gehört zum Dekanat St. Georgen in der Erzdiözese Salzburg. Die Kirche steht unter Denkmalschutz (Listeneintrag).

## Geschichte

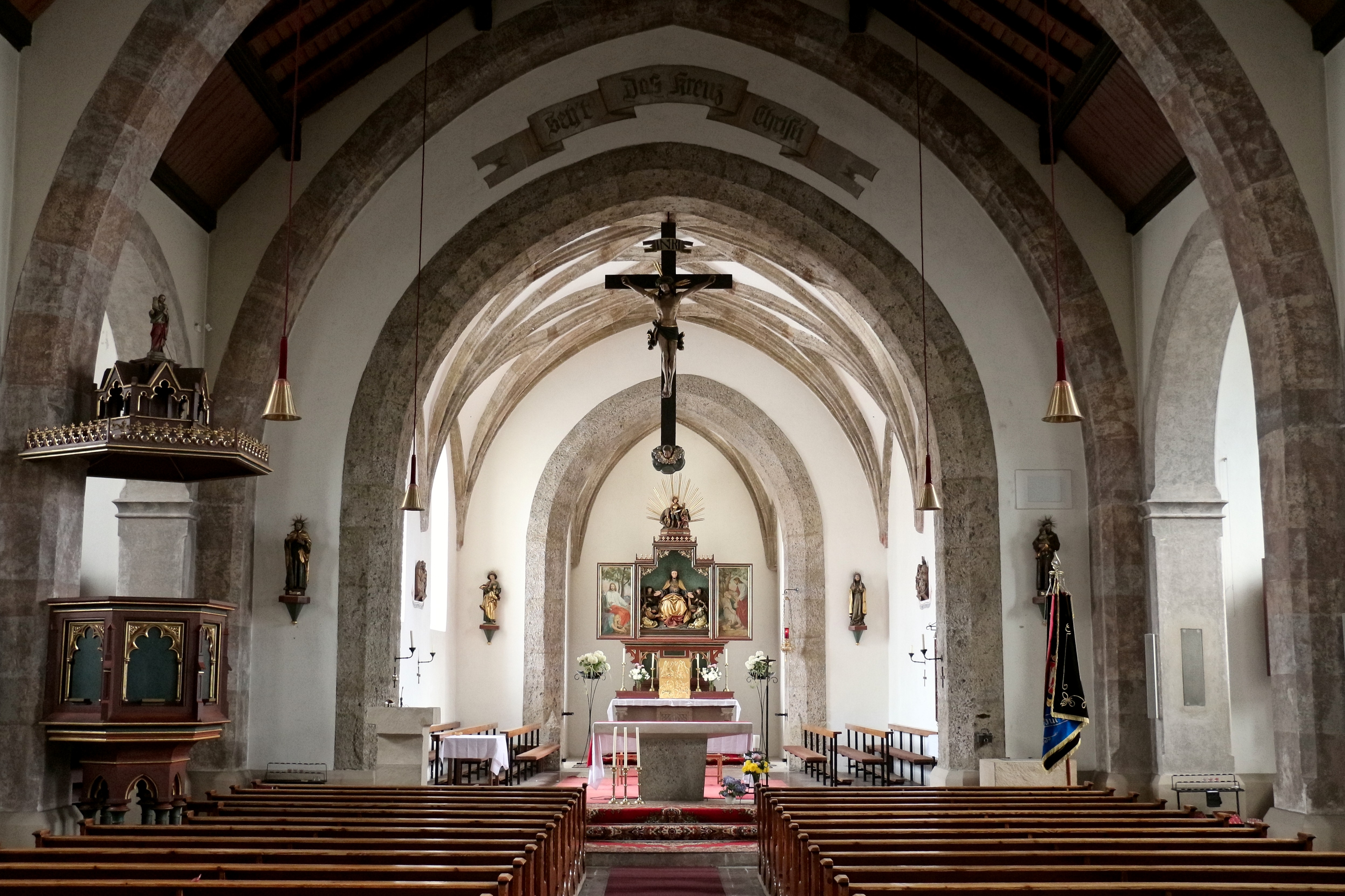
Langhaus mit Diaphragmen unter „falschen Dachschrägen“, Chor mit Netzgewölbe, Chorturm mit Hauptaltar

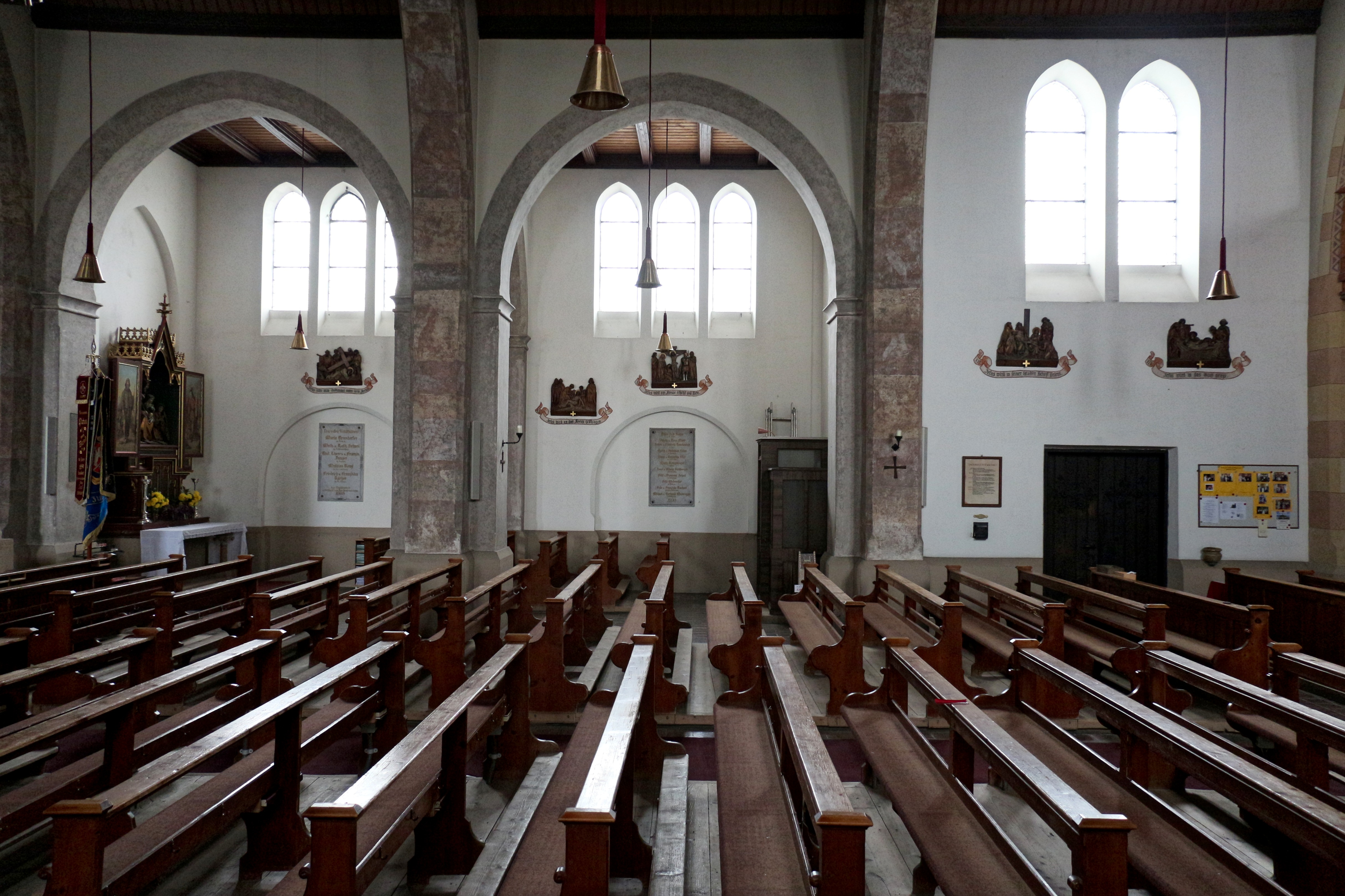
Zweijochiges Südseitenschiff mit Flachdecke

Urkundlich ist Lamprechtshausen seit 1229 Pfarre und seit 1241 dem Kloster Michaelbeuern inkorporiert. Das Außenmauerwerk des (heutigen) Chors gleicht dem des Chorturms, stammt also wahrscheinlich aus derselben Zeit, was den Chor als Teil eines ursprünglichen Kirchenschiffs erscheinen lässt. Die spätgotische Erweiterung der Kirche (um das heutige Langhaus) erfolgte von 1538 bis 1541. Dieses Langhaus wurde nach einem Entwurf des Architekten Karl Pirich 1905 umgebaut. 1971 wurde die Martinskirche restauriert.

## Architektur

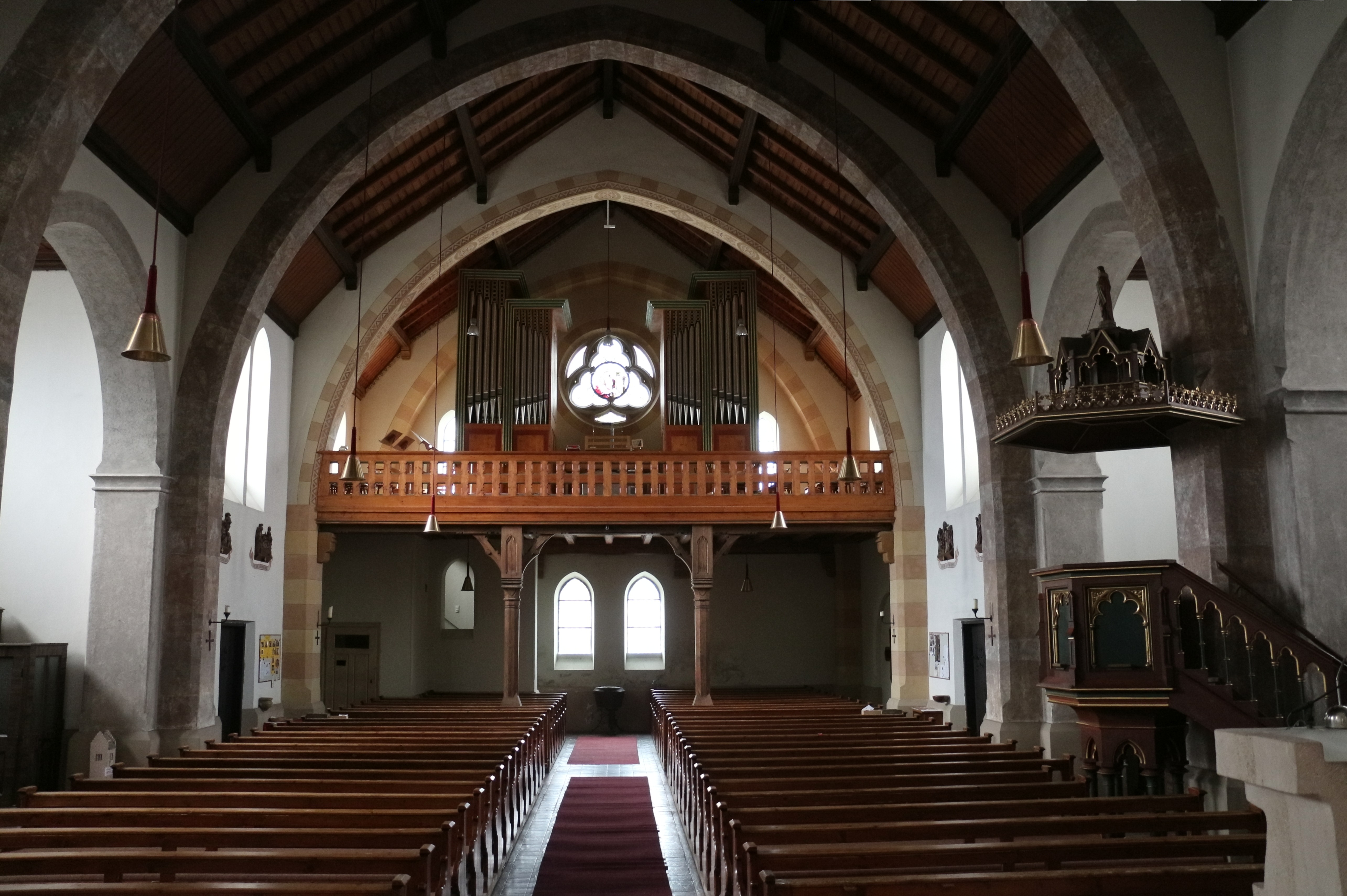
Langhaus zur Orgelempore

Das vierjochige Langhaus ist durch spitzbogige Querbögen gegliedert, wie sie im spanischen Kirchenbau als diafragmas bekannt sind. Die Decke sieht wie Dachschrägen aus, liegt aber viel niedriger als die tatsächlichen Dachschrägen. Die beiden östlichen Joche sind durch zweijochige Seitenschiffe erweitert, die durch Arkaden von je zwei leicht gespitzten Bögen angeschlossen sind und von außen wie Querhausarme erscheinen. Die Flachdecken der Seitenschiffe liegen ganz knapp unterhalb der Basis der satteldachförmigen Mittelschiffsdecke. Diese Seitenschiffe machen die Martinskirche zu einer Hallenkirche.
Östlich schließt an das Langhaus ein eingezogener Chor von zwei Jochen Länge an, gedeckt mit einem spätgotischen Netzgewölbe.
An den Chor schließt, nochmals eingezogen, der äußerlich romanische Chorturm an. Sein Erdgeschoßraum ist mit einem spitzbogigen Kreuzrippengewölbe auf schlichten Konsolen gedeckt und beherbergt den Hauptaltar der Kirche. Die Schallöffnungen des Turms sind romanische Dreifachfenster.
Die Kirche ist von einem Friedhof umgeben.

## Ausstattung
Der neugotische Hochaltar hat einen Aufbau von Vinzenz Pezzei aus dem Jahr 1909, die Schreinfiguren Herz Jesu und Engel (1910) und die Aufsatzfigur hl. Martin (1913) schuf Josef Bachlechner der Ältere , die Innenflügel zeigen die Malerei Magdalena salbt Christus die Füße und die Blindenheilung durch Christus von Andreas Doser (1909), die Außenflügel zeigen die Malerei Ölbergszene von Josef Gold. Den Tabernakel mit Reliefs der Evangelistensymbole schuf der Bildhauer Karl Paradeiser 1950.
Das Taufbecken und den Ambo schuf der Bildhauer Friedrich Koller 1978.
Die Orgel baute Fritz Mertel 2004.